# Steatomys cuppedius
Steatomys cuppedius és una espècie de mamífer rosegador de la família dels nesòmids. Viu a Benín, Burkina Faso, Mali, el Níger, Nigèria i el Senegal. Es tracta d'un animal nocturn. El seu hàbitat natural són els herbassars amb fragments de matollar. És una espècie en risc mínim, és a dir, no sembla que hi hagi cap amenaça significativa per a la seva supervivència. El seu nom específic, cuppedius, significa ‘exquisitat’ en llatí.